# Albert Ernest Radford

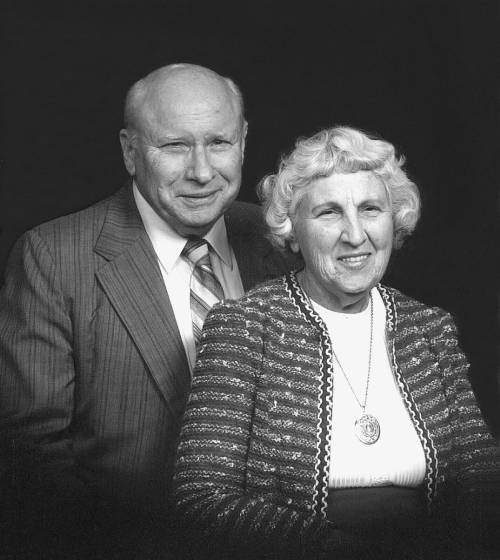
Albert Ernest Radford.

Albert Ernest Radford  ( Augusta, Geórgia, 25 de janeiro de 1918 -  Columbia, Missouri, 12 de abril de 2006) foi um botânico norte-americano.